# Кристоф Ламезон
Кристоф Ламезон (енгл. Christophe Lamaison; 8. април 1971) је бивши професионални француски рагбиста и један од најбољих поентера у историји француске рагби јунион репрезентације.

## Биографија
Висок 181 цм, тежак 90 кг, Ламезон је играо повремено центра, али најчешће на позицији број 10 - отварач. Ламезон је играо за Брив (рагби јунион), Ажен (рагби јунион) и Бајон (рагби јунион). За Француску репрезентацију одиграо је 37 тест мечева и постигао 380 поена и убраја се међу најбоље француске бекове у историји. Најбољи меч у каријери одиграо је у чувеном полуфиналу светског првенства 1999. против Новог Зеланда. Ламезон је на тој утакмици остварио такозвани "Full house" тј. поентирао је на сва четири могућа начина у рагбију, дао је есеј, дроп гол, казну и претварање.